# Kronum
A kronum nevű sportot Bill Gibson fejlesztette ki a pennsylvaniai Villanovában 2006 és 2008 között. A játékot egyelőre csak az Egyesült Államok területén játsszák, a profi mérkőzések Philadelphiában zajlanak, de egyre népszerűbbé válik Európában is. Gibson létező sportok elemeit ötvözve alakított ki egy újat: többek közt a labdarúgás, a kosár- és a kézilabda elemei is megtalálhatóak benne, elsődleges filozófiája pedig egy újfajta játékélményt vinni a sportok világába, innen a fő szlogen: "Csatlakozz a forradalomhoz!"
Újszerűsége egyrészt abban a tényben rejlik, hogy míg a közkedvelt labdajátékaink eredete meglepő módon akár évszázadokra nyúlik vissza, addig a kronum egy feltörekvő, néhány éve jelen levő sport. Gibson azt az elvet vallja, hogy mivel a zenében is a már létező stílusok keveredése alakít ki újakat, miért ne lehetne ezt az elvet a sportba is átvinni. A sportemberek is fejlődnek, a szurkolói elvárások nőnek, az interneten kapcsolódik össze globálisan a világ: ennek fényében a kronum az új korszak új sportja. Sokkal dinamikusabb, kiszámíthatatlanabb, és látványosabb, mint az alkotóelemei, miközben a játékosok képességeinek teljes skáláját kihasználja. A kör alakú pálya, a négy kapu, a kézzel és lábbal egyaránt játszhatóság egy pörgős, minden irányban áramló akciódús játékmenetet eredményez. 

## Áttekintés
A játékot két csapat játssza egymás ellen, mindegyik csapatból tíz fő lehet egyszerre a pályán. A mérkőzés három periódusból áll, mindhárom harmadban 20 perc a tiszta játékidő, és az a csapat nyer, amelyik a 60 perc alatt több pontot szerez. Egy csapat meccsenként szerzett pontjai átlagosan 80 és 160 közé esnek. A szerzett gólok pontértéke függ attól, hogy honnan szerezte az adott játékos, illetve a 4 speciális kapunak van egy "korona" része, amelyen 5 darab gyűrű található, ezeken át szerzett gól mindig dupla pontértékű. A koronától eltekintve a kapu egy sima futball- vagy kézilabdakapura hasonlít. A négy kapura támad mindig az éppen támadó csapat, a védekező csapat pedig próbálja megakadályozni a gólszerzést. Gól, illetve néhány szabálytalanság esetén a két csapat szerepe felcserélődik. A játékban a fizikai kontaktus engedélyezett, habár a túlzott erőszakosság szabálytalannak számít, és büntetőt eredményezhet.

## A pálya

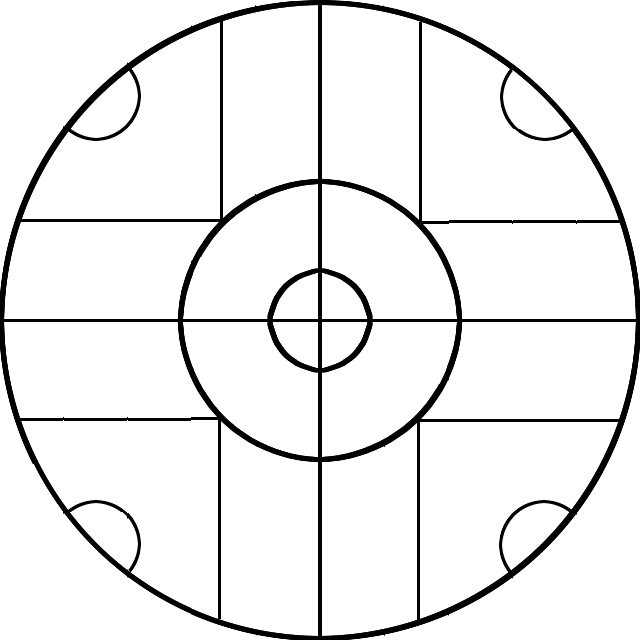
A kronum pálya

A játéktér három koncentrikus körből áll, a legkülső 50 yard (~45,5 m) átmérőjű, ezen helyezkedik el a négy kapu. Minden kapu előtt található egy félkör alakú terület, ez a Goal Zone. Kijjebb haladva az ék alakú Wedge Zone következik, amely az egyetlen olyan része a pályának, ahol tilos kézzel beleérni a támadó játékosnak. Ezt határolja a Flex Zone. A középső kör területét, illetve minden kaputól számítva a pálya másik három negyedét, tehát a legtávolabbi területeket pedig összefoglaló néven Cross Zone-nak nevezik. A legbelső, legkisebb kör a Prime Ring, ahova a labdát a játékvezető lepattintja minden harmad nyitásakor, ezt Prime Rush-nak nevezik, és hasonló a vízilabdában alkalmazott ráúszáshoz. A középső kör és a Wedge Zone metszéspontjának is van szerepe: innen kell elvégezni az adott kapura tartó büntetőrúgást vagy -dobást, illetve innen indul a 2-2 játékos a Prime Rush-nál.
A játékot füves vagy műfüves talajú pályán játsszák, a beton pályák használata nem javasolt.

## Felszerelés
A két legfontosabb kelléke a játéknak a labda és a négy kapu. Védőfelszerelést nem ír elő a játék szabálykönyve, de opcionálisan egyes játékosok viselhetnek például sípcsontvédőt.

### A labda
A labda a sport jellemzőit figyelembe véve kialakított, egyedi játékszer, kerülete 63,5 cm, súlya 290 g. Ennek alapján leginkább a röplabdához áll közel, ám jóval könnyebben pattan, és úgy lett tervezve, hogy kézzel és lábbal is egyaránt jól kezelhető legyen. Pillanatnyilag még csak a Kronum.com webshopjából rendelhető.

### A kapu
A kapu a gólszerzési lehetőségek széles skáláját kínálja. A hagyományos, futballkapuszerű rész (a "kamra") 16'8" (~4,9 m) széles és 8' (~2,6 m) magas. Felette helyezkedik el egy domború ív, a "korona", amelyen 5, egyenként 50 cm átmérőjű, kör alakú nyílás található, ezek a gyűrűk. A nemhivatalos tornákhoz, illetve a gyakorlópályákhoz létezik egy könnyebb és kicsit más felépítésű kapu is, a Club Goal, amely egyszerűbben összeállítható, olcsóbb, kisebb, és csak 3 gyűrűvel rendelkezik. 2014-től pedig az úgynevezett "bownet goal" is elterjedt ilyen célokra, az elnevezés egy könnyűszerkezetes és gyorsan felállítható kaput takar, amely szintén 3 gyűrűs.

## Játékmenet

### Pozíciók
- Ranger: A támadók, akiknek támadáskor a gólszerzés, védekezéskor a blokkolás, labdaszerzés az elsődleges feladatuk. (4 db)
- Crosser: Az irányítók, akik gyakran a pálya közepéről látják el passzokkal a társaikat, és szervezik a játékot. (2 db)
- Wedgeback: Ők a focikapusokhoz hasonló pozíciót töltenek be, és védekezéskor a nekik kiosztott kaput védik, támadáskor viszont ugyanolyan szerepük van, mint a ranger-ek. (4 db)

A játék rendkívül gyorsan változó és dinamikus volta miatt minden játékosnak tudnia kell váltani a defenzív és az offenzív feladatai között, továbbá nem ritka, hogy egy játékos pozíciót vált szezonok között, vagy akár mérkőzés közben.

### Nyitás
Minden periódus a Prime Rush-sal kezdődik, melynek során mindkét csapatból 2-2 játékos a 4 Wedge Zone csúcsára helyezkedik, a többiek pedig a középső kör vonalán állnak. A játékvezető a labdát a Prime Ring területén lepattintja, és ezután a kiválasztott 2-2 játékos megpróbálja megszerezni a levegőből a labdát. Ekkor még rajtuk kívül semelyik játékos nem léphet be a középső kör területére, viszont célszerű már ilyenkor a wedgeback-eket a saját kapujukhoz közel küldeni, a gyors gólok megakadályozása érdekében. Amelyik csapat játékosa megszerezte a labdát azáltal, hogy felugorva elkapta azt, vagy odaütötte egy csapattársának, az a csapat lesz a támadó csapat, és rögtön támadhatják is bármely kaput, a másik csapat pedig védekezésre kényszerül.

### Labdavezetés és korlátozások
Bármely játékos használhatja bármely testrészét a labda irányítására a pálya egész területén, kivéve a Wedge Zone-t, ahol a támadónak tilos a kezével és a karjával a labdába érnie. A védekező játékos használhatja a kezét, de kizárólag blokkolásra és a labda kijjebb ütésére zárt ököllel. A játékos pontos helyét mindig az határozza meg, hogy a lábai melyik zóna területén érintik a talajt, és ha már akár csak az egyik lába a Wedge Zone-ban helyezkedik el, nem foghatja meg a labdát. A gólszerzés helyének megállapítása is hasonlóképpen történik.

A labdát kézben tartva maximum két lépést tehet a játékos, viszont itt a kétszer indulás nem számít hibának, és bármikor szabad váltani a kézzel és lábbal való labdavezetés között, a fenti szabályok betartásával.

### Pontértékek
- Goal Zone: 1 pont (a gyűrűkön át 2, ezt gyakran alkalmazzák, és zsákolásos formában történik.)
- Wedge Zone: 2 pont (a gyűrűkön át 4)
- Flex Zone: 2 pont (a gyűrűkön át 4, érdekesség, hogy ez korábban 3 és 6 volt.)
- Cross Zone: 4 pont (a gyűrűkön át 8, utóbbi találatfajtát kronumnak is nevezik.)

## A Kronum Liga és csapatai
Jelenleg négy szezon ment le az Egyesült Államokban a hivatalos Ligában, amely 7 csapatból áll:
- Evergreens (a 4.szezontól)
- Jet Sets
- Night Owls
- Nimble Jacks
- Throwbacks
- Urban Legends
- Work Horses

Az első két szezonban 8 csapat vett részt, a Limelights és a Morningstars azonban feloszlott 2010-ben. A Ligát első három alkalommal a Nimble Jacks csapata nyerte, míg a legutóbbi sorozatban a Night Owls diadalmaskodott. Az ötödik szezont 2015 áprilisára tervezték, de végül pénzügyi nehézségek miatt bizonytalan ideig elhalasztásra került, addig is egyetemi/főiskolai tornasorozatokat (College League) tartanak minden év őszén és tavaszán.

## Terjedés
A kronum folyamatosan terjed, az USA környező államaiban rendszeresek a különböző középiskolai, egyetemi és felnőtt korosztályos rendezvények, több pálya is elkészült, illetve a kinti médiában is egyre többször jelent meg. Ahogy a játék egyre nagyobb ismertséget szerzett, a híre természetesen eljutott Európába is, és egyre többen, egyre hangosabban követelik. Franciaország jelenleg az egyetlen, ahol rendeztek már tornát, de Angliában, Lengyelországban és Magyarországon is dolgoznak a meghonosításon. 

## Külső hivatkozások
- A játék angol nyelvű weboldala
- Kronum League YouTube-csatorna
- A játék magyar nyelvű weboldala
- Kronum Hungary a Facebookon